# Benito Gonzalez
Benito Gonzalez (* um 1975) ist ein US-amerikanischer Jazzmusiker (Piano, Komposition) des Latin- und Modern Jazz.

## Leben und Wirken
Gonzalez, der aus einer Familie venezolanischer Folkmusiker stammt, arbeitete ab den späten 1990er-Jahren in der amerikanischen Jazzszene; erste Aufnahmen entstanden 1999, als er in der Formation Asante um den Perkussionisten Charles Okyerema Asante spielte (Bringing the Flame Home, u. a. mit Joe Ford). 2000 zog er nach Washington D.C.; 2004 nahm er mit Ron Blake, René McLean, Christian McBride und Antonio Sánchez sein Debütalbum Starting Point auf. 2005 war er Sieger bei der Great American Jazz Piano Competition.
Im Laufe seiner bisherigen Karriere arbeitete Gonzalez u. a. mit Kenny Garrett (Seeds from the Underground, 2011), Azar Lawrence (Mystic Journey, 2009), Curtis Fuller, Pharoah Sanders, Bobby Hutcherson, Victor Bailey, Ignacio Berroa, Billy Hart, Al Foster, Roy Hargrove, Steve Turre, Hamiet Bluiett, T. K. Blue, Nicholas Payton, Jackie McLean und Eric Wyatt. Im Bereich des Jazz war er zwischen 2000 und 2017 an 18 Aufnahmesessions beteiligt. Gegenwärtig (2019) gehört Gonzalez dem Mark-Gross-Quintett an.

## Diskographische Hinweise
- Circle (2009), mit Myron Walden, Ron Blake, Azar Lawrence, Christian McBride, Jeff „Tain“ Watts
- Benito Gonzalez / Gerry Gibbs / Essiet Okon Essiet: Passion Reverence Transcendence – The Music of McCoy Tyner (2017)
- Sing to the World (Rainy Days, 2021)